# Bad Blood (2024)
Bad Blood (2024) – czwarta gala wrestlingu w chronologii cyklu Bad Blood, wyprodukowana przez federację WWE dla zawodników z brandów Raw i SmackDown. Odbyła się 5 października 2024 w State Farm Arena w Atlancie w stanie Georgia, w 27. rocznicę pierwszej gali, na której odbył się pierwszy Hell in a Cell match. Gala była transmitowana w systemie pay-per-view (PPV) i transmisji na żywo. Była to pierwsza gala Bad Blood od 2004 roku, która z kolei była pierwszą galą Bad Blood wyemitowaną na platformach transmisji na żywo WWE. Gospodarzami gali były wrestlerki WWE Naomi oraz WWE Women’s Tag Team Championki Bianca Belair i Jade Cargill.
Była to pierwsza gala WWE, które odbędzie się tej samej nocy, co Ultimate Fighting Championship (UFC) PPV, odkąd obie firmy połączyły się, tworząc TKO Group Holdings we wrześniu 2023 roku. W związku z tym Bad Blood rozpoczeło się o godzinie 18:00 czasu wschodniego, aby uniknąć kontrprogramowania z UFC 307.
Na gali odbyło się pięć walk. W walce wieczoru, które było główną walką SmackDown, Cody Rhodes i Roman Reigns pokonali The Bloodline (Solo Sikoę i Jacoba Fatu) w tag team matchu. W otwierającej walce, która była główną walką Raw, CM Punk pokonał Drew McIntyre’a w Hell in a Cell matchu. Gala oznaczała powroty Raquel Rodriguez, Jimmy’ego Uso i The Rocka oraz występy byłej spikerki WWE Lilian Garcii, byłej wielokrotnej WWE Women’s Championki Mickie James oraz członków Galerii Sław WWE Bookera T, Jacqueline, Arna Andersona, Tully’ego Blancharda i Goldberga.

## Produkcja

### Tło
Bad Blood to gala wrestlingu wyprodukowana przez amerykańską promocję WWE. Po raz pierwszy odbyło się jako 18. gala In Your House w systemie pay-per-view (PPV) w październiku 1997 roku. Po sześciu latach, Bad Blood powróciło jako własne wydarzenie PPV, a edycje z 2003 i 2004 roku odbyły się w czerwcu i były organizowane wyłącznie dla zapaśników brandu Raw. W 2005 roku Bad Blood zostało dwukrotnie zastąpione przez One Night Stand i Vengeance, które odbyły się w czerwcu następnego roku. Pierwotnie Bad Blood miało zostać wznowione w lipcu 2017 roku, ale plany te porzucono na rzecz wydarzenia zatytułowanego Great Balls of Fire. Oryginalna wersja Bad Blood wprowadziła także Hell in a Cell match, zadaszoną konstrukcję celi o wysokości 20 stóp, która otacza ring i obszar wokół niego, i była przedstawiana jako walka wieczoru wszystkich trzech poprzednich wydarzeń.
6 lipca 2024 roku, WWE przesłało na YouTube film z udziałem Undisputed WWE Championa Cody’ego Rhodesa i amerykańskiego producenta muzycznego Metro Boomina, obydwóch z Atlanty w stanie Georgia, gdzie oficjalnie ogłosili powrót Bad Blood po 20 latach; Piosenka Boomina „GTA” (z udziałem Young Thuga) z albumu We Don't Trust You z 2024 roku zostanie ogłoszona jako oficjalna piosenka przewodnia gali 27 września. Czwarte Bad Blood zaplanowano na State Farm Arena w Atlancie w sobotę 5 października 2024 roku, w 27. rocznicę pierwszego Bad Blood. Bilety trafiły do sprzedaży 19 lipca za pośrednictwem Ticketmaster. W wydarzeniu wzięli udział wrestlerzy z dywizji Raw i SmackDown, a współgospodarzami były wrestlerki SmackDown, Naomi oraz WWE Women’s Tag Team Championki Bianca Belair i Jade Cargill.
Oprócz emisji w tradycyjnym systemie PPV na całym świecie, był to pierwszy Bad Blood emitowany na platformach streamingowych WWE, Peacock w Stanach Zjednoczonych i WWE Network na większości rynków międzynarodowych, z których ta druga była pierwszą platformą streamingową firmy, uruchomioną w 2014 roku. Był to następnie jedyny Bad Blood emitowany na żywo w samodzielnej sieci WWE Network, ponieważ zakończy ona działalność na dostępnych rynkach, gdy Netflix uzyska prawa w styczniu 2025 roku.
Aby uniknąć kontrprogramowania przeciwko UFC 307, które odbędzie się tej samej nocy w Delta Center w Salt Lake City w stanie Utah, gala Bad Blood rozpocznie się wcześniej, czyli o 18:00 czasu wschodniego (ET). Po raz pierwszy zatem. odkąd obie firmy połączyły się, tworząc TKO Group Holdings we wrześniu 2023 roku, zarówno WWE, jak i Ultimate Fighting Championship (UFC) zorganizują wydarzenie tej samej nocy.

### Rywalizacje
Bad Blood oferowało walki profesjonalnego wrestlingu z udziałem wrestlerów należących do brandów Raw i SmackDown. Oskryptowane rywalizacje (storyline’y) kreowane będą podczas cotygodniowych gal Raw i SmackDown. Wrestlerzy są przedstawieni jako heele (negatywni, źli zawodnicy i najczęściej wrogowie publiki) i face’owie (pozytywni, dobrzy i najczęściej ulubieńcy publiki), którzy rywalizują pomiędzy sobą w seriach walk mających budować napięcie. Kulminacją rywalizacji jest walka wrestlerska lub ich seria.

#### Pojedynek o Women’s World Championship oraz Damian Priest vs. Finn Bálor
Na SummerSlam, Liv Morgan pokonała Rheę Ripley i obroniła Women’s World Championship po pozornie przypadkowej ingerencji ze strony ukochanej Ripley na ekranie i współtowarzysza stajni z Judgment Day, „Dirty” Dominikia Mysterio. Jednak po walce Mysterio zwrócił się przeciwko Ripley i pocałował Morgan, kończąc ich współpracę. Później tej nocy, inny członek Judgment Day, Damian Priest, stracił World Heavyweight Championship po tym, jak został zdradzony przez innego kolegę stajennego Finna Bálora. Bálor ekskomunikował Priesta i Ripley z grupy, a nowy skład składał się później z Bálora, Mysterio, Morgan, JD McDonagha i Carlito. Następnie na Bash in Berlin miał miejsce mixed tag team match pomiędzy The Terror Twins (Priest i Ripley) a Judgement Day (Mysterio i Morgan), który The Terror Twins wygrali, a Ripley przypięła Morgan, pomimo zakłóceń ze strony reszty The Judgment Day. W następnym odcinku Raw, Morgan zaatakowała Ripley, raniąc ją w nogę. W następnym tygodniu ogłoszono, że Morgan będzie bronić swojego tytułu mistrzowskiego przeciwko Ripley w rewanżu na Bad Blood, a także ogłoszono, że Priest zmierzy się na gali z Bálorem. 23 września ogłoszono, że Mysterio zostanie zamknięty w klatce na rekiny zawieszonej nad ringiem.

#### CM Punk vs. Drew McIntyre
Na Royal Rumble, CM Punk wyeliminował rew McIntyre’a w Royal Rumble matchu mężczyzn. Jednakże McIntyre autentycznie kontuzjował triceps Punka po nieudanym lądowaniu jego signature Future Shock DDT. Przez kilka następnych miesięcy, McIntyre kpił z Punka w mediach społecznościowych za spowodowanie jego kontuzji. Punk zemścił się, kosztując McIntyre’a World Heavyweight Championship na WrestleManii XL w kwietniu, na Clash at the Castle: Scotland w rodzinnym kraju McIntyre’a w czerwcu oraz na Money in the Bank podczas cash-inu McIntyre’a w lipcu. Na SummerSlam, McIntyre pokonał Punka, a sędzią specjalnym był Seth „Freakin” Rollins. Doprowadziło to do rewanżu na Bash in Berlin, który był rozgrywany jako Strap match, który wygrał Punk. Po walce Punk odzyskał bransoletkę, którą ukradł McIntyre, która była dla niego prezentem, na którym widniały imiona jego żony (AJ Lee) i psa (Larry). W następnym odcinku Raw, McIntyre brutalnie zaatakował Punka i złamał bransoletkę. W następnym odcinku, McIntyre stwierdził, że zakończył karierę Punka, ale Generalny Menadżer Raw Adam Pearce poinformował McIntyre’a, że będzie walczył z Punkiem w Hell in a Cell matchu na Bad Blood.

#### Pojedynek o WWE Women’s Championship
Na King and Queen of the Ring w maju, Nia Jax ze SmackDown wygrała turniej Queen of the Ring, zdobywając walkę o WWE Women’s Championship swojego brandu na SummerSlam, gdzie pokonała Bayley i zdobyła tytuł po interwencji swojej sojuszniczki, Tiffany Stratton. 30 sierpnia na odcinku SmackDown, Stratton wtrąciła się w obronę tytułu Jax, ale została zatrzymana przez powracającą Bayley. 13 września na odcinku SmackDown Jax oświadczyła, że została poinformowana przez Generalnego Menadżera SmackDown Nicka Aldisa, że będzie bronić swojego tytułu na Bad Blood. Bayley pojawiła się i oświadczyła, że chce rewanżu. Następnie pojawiła się Naomi i oświadczyła, że chce walki o tytuł. Następnie Jax zaproponowała tag team match ze sobą i Stratton przeciwko Bayley i Naomi w następnym tygodniu, aczkolwiek z dwoma zastrzeżeniami. Jeśli Bayley i Naomi wygrają, kobieta, która zdobyła pinfall, zmierzy się z Jax o tytuł na gali Bad Blood. Jednakże, jeśli Jax i Stratton wygrają, przypięta kobieta będzie zmuszona opuścić SmackDown na stałe, co Bayley i Naomi zaakceptowały. Walkę wygrały Bayley i Naomi, gdy obie jednocześnie przypięły Jax. Później tej nocy, Aldis zaplanował na następny tydzień walkę pomiędzy Bayley i Naomi, którego zwyciężczyni zmierzy się z Jax o tytuł na Bad Blood. Tam Bayley wygrała walkę.

#### Cody Rhodes i Roman Reigns vs. Solo Sikoa i Jacob Fatu
Drugiej nocy WrestleManii XL w kwietniu, Cody Rhodes pokonał Romana Reignsa i wygrał Undisputed WWE Championship w Bloodline Rules matchu, kończąc historyczne panowanie Reignsa nad tytułem trwające 1316 dni. Po gali Reigns zrobił dłuższą przerwę, podczas gdy Solo Sikoa mianował się nowym liderem The Bloodline, usuwając Jimmy’ego Uso i menadżera Paula Heymana z grupy, dodając jednocześnie Tamę Tongę, Tonga Loa i Jacoba Fatu. Sikoa zaczął także nazywać siebie nowym wodzem plemiennym grupy. Następnie Rhodes zaczął feudować nową wersją The Bloodline. Na SummerSlam, Rhodes pokonał Sikoę w Bloodline Rules matchu, aby zachować tytuł po interwencji powracającego Reignsa. 13 września na odcinku SmackDow,n Rhodes po raz kolejny skutecznie obronił tytuł przeciwko Sikoa, tym razem w steel cage matchu. Rhodes został następnie zaatakowany przez The Bloodline po walce, zanim Reigns wyszedł, by go uratować. Później tej nocy, Sikoa zaproponował tag team match ze sobą i Fatu przeciwko Rhodesowi i Reignsowi na Bad Blood. Rhodes początkowo odmówił, stwierdzając, że jego feud z The Bloodline dobiegł końca. Później Reigns zwrócił się do fanów i stwierdził, że nie potrzebuje pomocy Rhodesa, ponieważ jest to sprawa rodzinna. Pojawił się Rhodes, najwyraźniej teasując rewanż pomiędzy nim a Reignsem, ale obaj zostali zaatakowani przez The Bloodline. Rhodes i Reigns następnie podpisali kontrakt, czyniąc tag team match oficjalnym na Bad Blood.

## Wyniki walk
| Nr                                 | Wyniki                                                                                       | Stypulacje | Czas  |
| ---------------------------------- | -------------------------------------------------------------------------------------------- | --- | ----- |
| 1                                  | CM Punk pokonał Drew McIntyre’a poprzez pinfall                                              | Hell in a Cell match | 31:25 |
| 2                                  | Nia Jax (c) pokonała Bayley poprzez pinfall                                                  | Singles match o WWE Women’s Championship                                                                                  | 14:10 |
| 3                                  | Damian Priest pokonał Finna Bálora poprzez pinfall                                           | Singles match | 12:45 |
| 4                                  | Rhea Ripley pokonała Liv Morgan (c) poprzez dyskwalifikację                                  | Singles match o Women’s World Championship „Dirty” Dominik Mysterio został zawieszony nad ringsidem w klatce dla rekinów. | 14:00 |
| 5                                  | Cody Rhodes i Roman Reigns pokonali The Bloodline (Solo Sikoę i Jacoba Fatu) poprzez pinfall | Tag team match | 25:50 |
| (c) – mistrz/mistrzyni przed walką |                                                                                              | |       |